# Austrophlugis kumbumbana
Austrophlugis kumbumbana är en insektsart som beskrevs av Rentz, D.C.F. 2001. Austrophlugis kumbumbana ingår i släktet Austrophlugis och familjen vårtbitare. Inga underarter finns listade i Catalogue of Life.